# Tipula (Nippotipula) brevifusa
Tipula (Nippotipula) brevifusa is een tweevleugelige uit de familie langpootmuggen (Tipulidae). De soort komt voor in het Palearctisch en Oriëntaals gebied.